# Motru
Motru ist eine Kleinstadt im Kreis Gorj in Rumänien.

## Geographische Lage
Motru liegt an einem gleichnamigen Fluss im Westen der Kleinen Walachei. Die Kreishauptstadt Târgu Jiu befindet sich etwa 35 km nordöstlich.

## Geschichte
Motru entstand auf administrativen Entschluss im Jahr 1966 auf dem Territorium der damaligen Gemeinde Ploștina, die zusammen mit sieben weiteren Dörfern Teil der neuen Stadt wurde. Ursache für die Entscheidung zur Gründung einer Stadt war die Erschließung mehrerer Steinkohle-Lagerstätten.
Die Region ist spätestens seit der Zeit des Römischen Reiches bewohnt; in der Gemarkung Leurda wurden 1964 einige Silbermünzen aus der Zeit des Kaisers Septimius Severus (193–211) gefunden. Die älteste nachgewiesene Siedlung auf dem Territorium der heutigen Stadt ist Ploștina (1385 urkundlich erwähnt).
In den heute eingemeindeten Dörfern lebten teilweise freie Bauern, andere waren dem Kloster in Tismana untertänig.
2000 wurde Motru zum Munizipium (Municipiul) – d. h. einer bedeutenderen Stadt – ernannt.
Wichtigster Wirtschaftszweig der Stadt ist der Bergbau; daneben spielen – insbesondere in den eingemeindeten Dörfern – Landwirtschaft und Viehzucht eine wichtige Rolle.

## Bevölkerung
Bei der Volkszählung 2002 lebten in der Stadt 22.967 Personen, darunter 22.718 Rumänen, 91 Ungarn, 129 Roma und 15 Deutsche. Von den 19.079 registrierten Menschen 2011 waren 17.780 Rumänen, 77 Roma, 39 Magyaren, neun Tschechen und andere Ethnien.

## Verkehr
Motru besitzt einen Bahnanschluss über eine von Strehaia führende Strecke, die 1962 in Betrieb genommen wurde. Mehrmals pro Tag verkehren Nahverkehrszüge nach Craiova. Außerdem bestehen Busverbindungen in die Kreishauptstadt Târgu Jiu. Motru liegt an der Nationalstraße Drum național 67 von Drobeta Turnu Severin nach Râmnicu Vâlcea.

## Sehenswürdigkeiten
Touristisch bedeutsame Objekte gibt es nicht.